# Zakamensk
Zakamensk (Russisch: Закаменск) is een stad in de Russische autonome republiek Boerjatië.

## Geografie

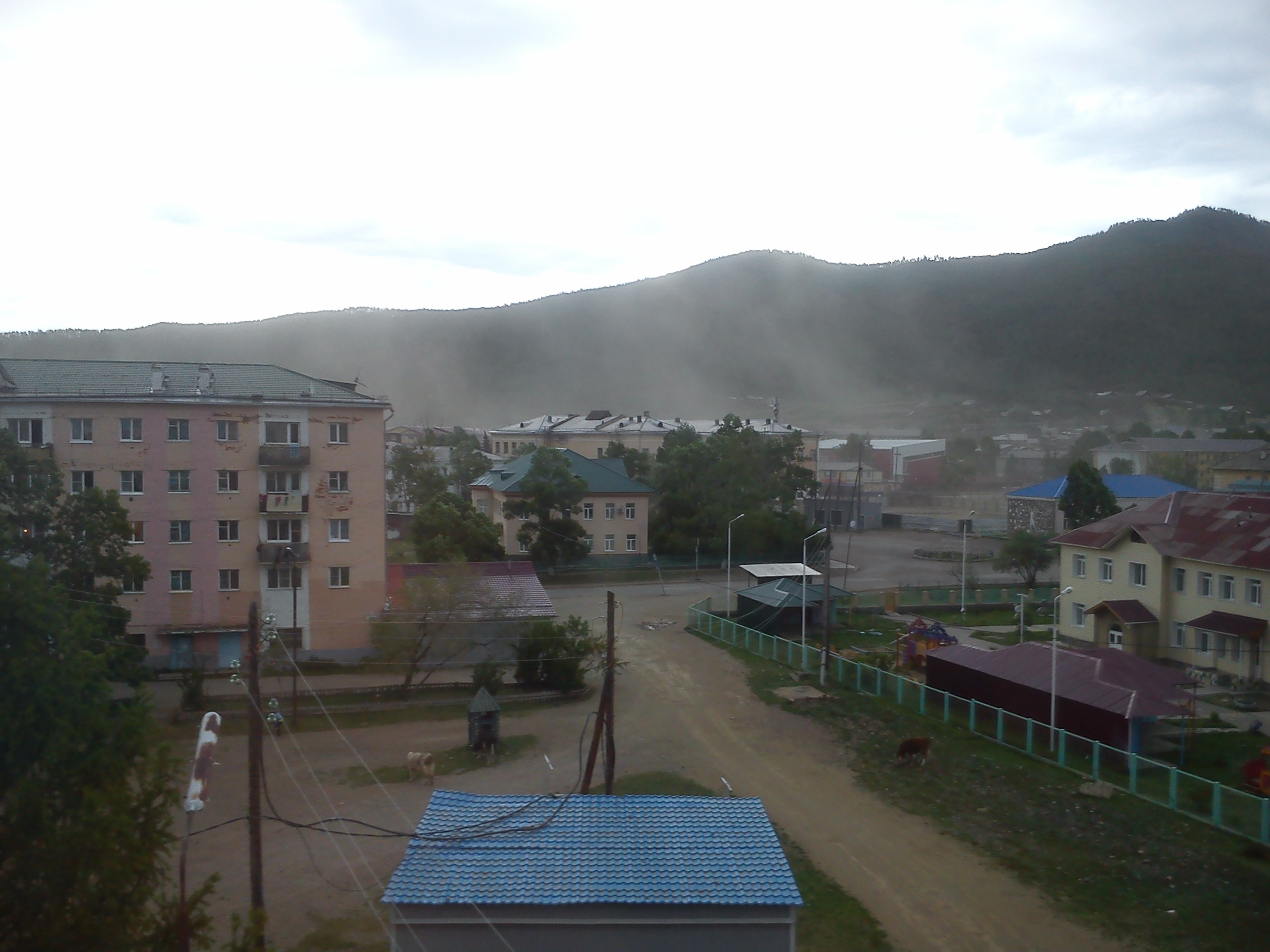
Stofstorm vóór onweer

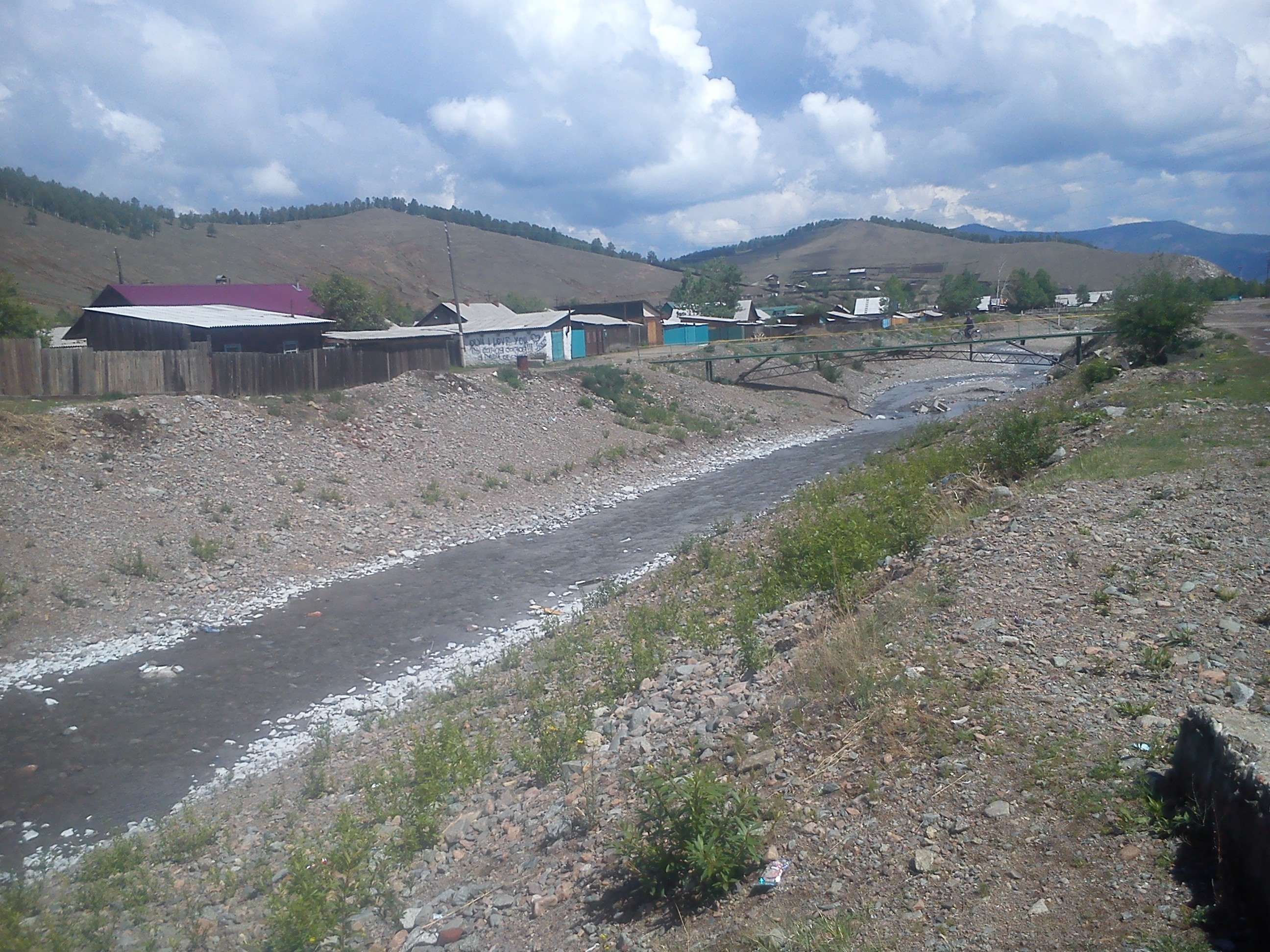
Modonkoel-beek

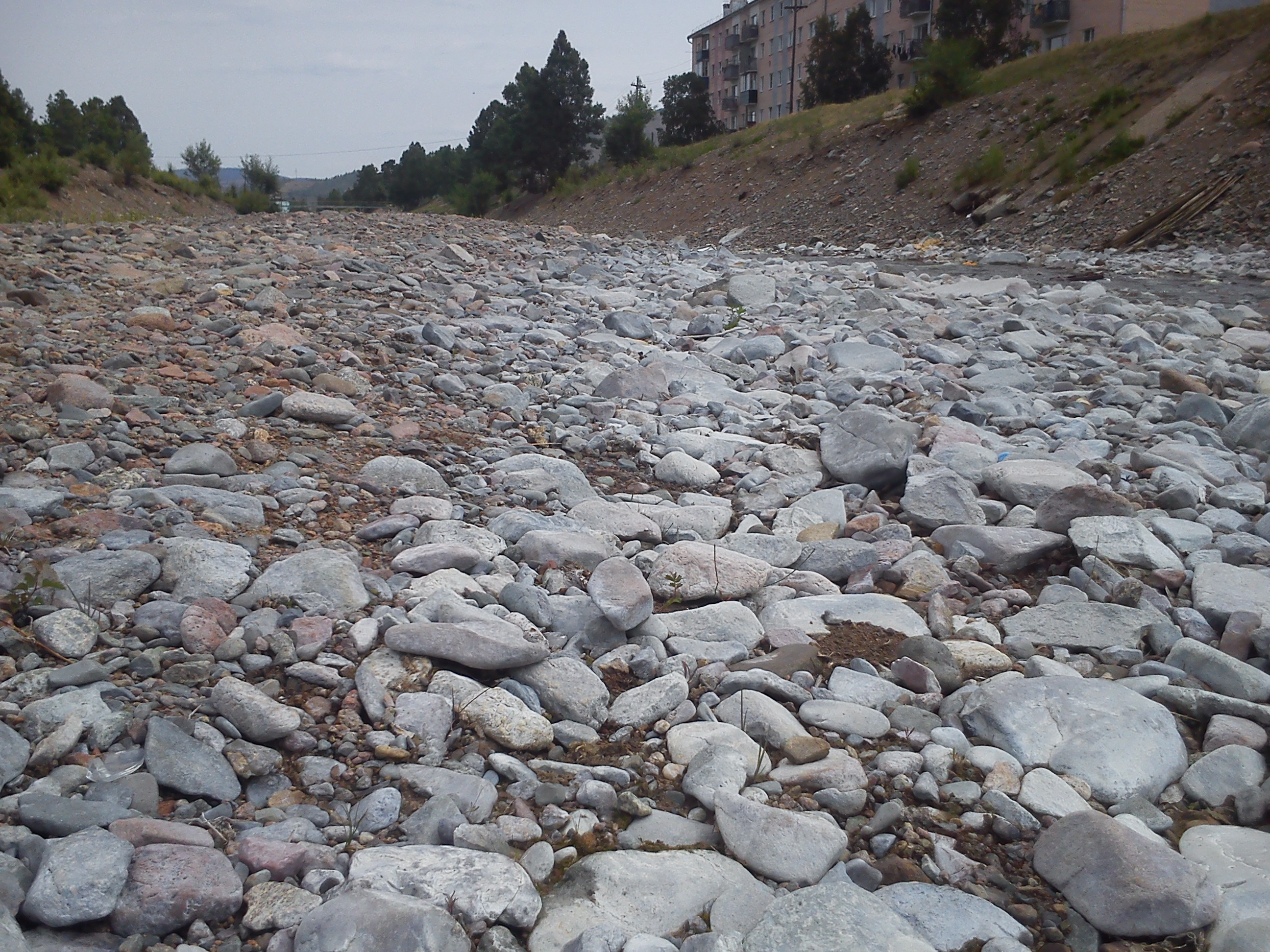
Kiezel in de beek, bedekt met een korst zouten

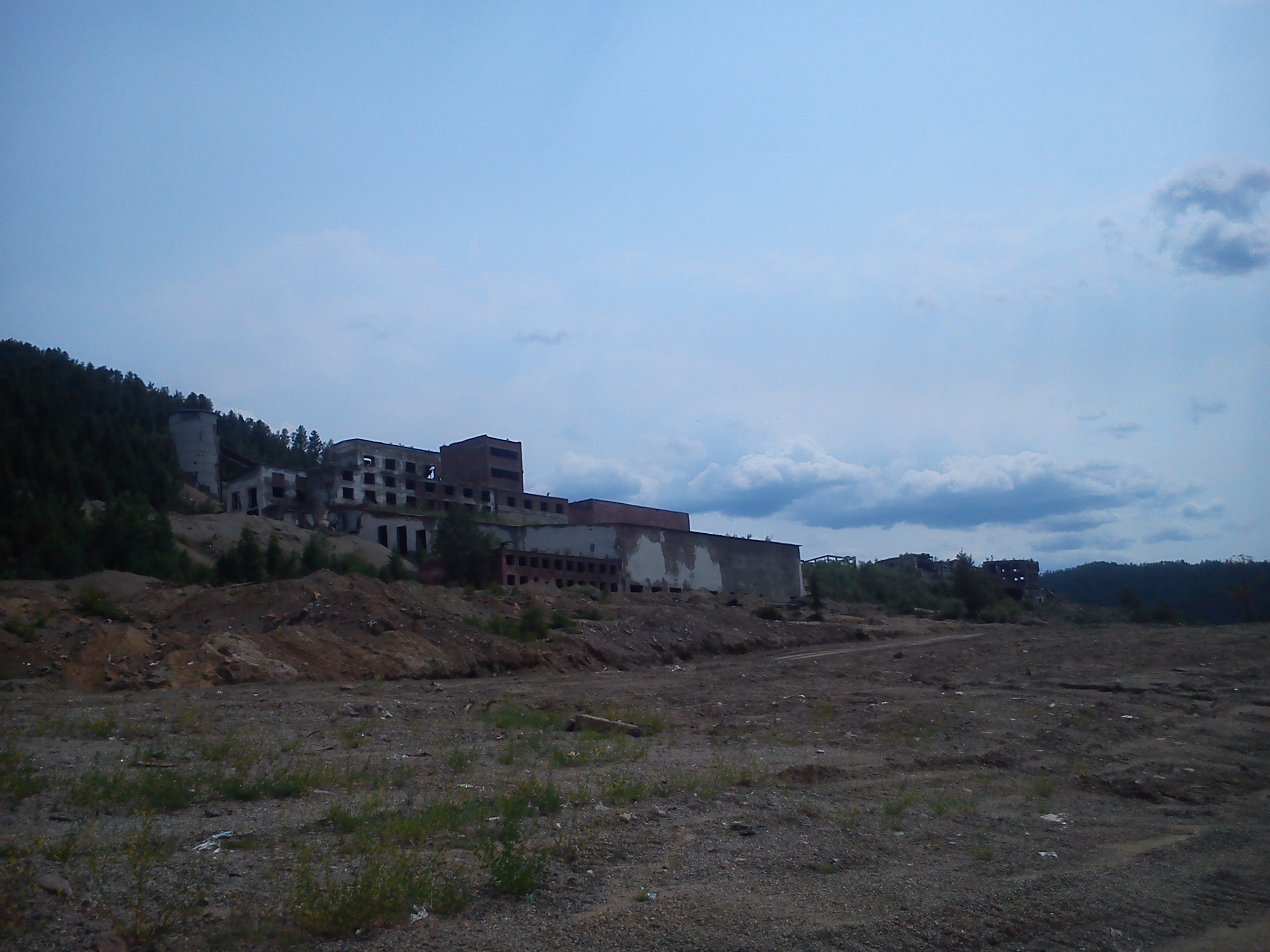
Verlaten gebouwen Dzjidakombinat

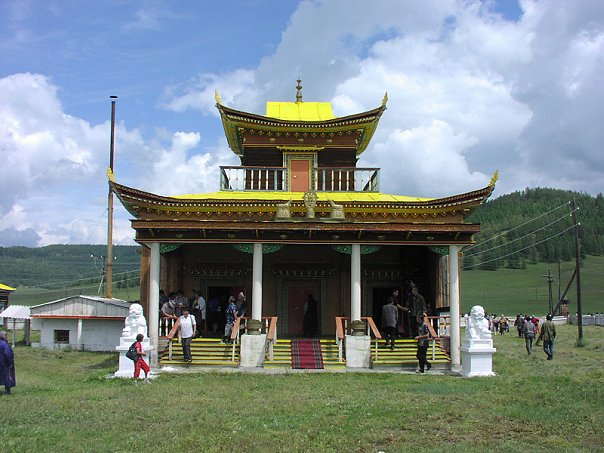
Maanin Datsan

De stad ligt in Boerjatië, ongeveer 400 km ten zuidwesten van de republiekhoofdstad Oelan-Oede, in het dal van de Dzjida, een zijriviertje van de Selenga. Zakamensk, aan de noordflank van het hier tot 1800 meter hoge Dzjidagebergte gelegen, is slechts 8 km van de Mongoolse grens verwijderd. De stad ligt op een hoogte van ongeveer 1100 meter in het bergdal, in een omgeving die kan worden aangeduid als een bergachtige taiga.
Zakamensk is via een 245 km lange weg verbonden met het spoorwegstation Dzjida van het baanvak Oelan-Oede – Naoesjki – Oelanbator en bezit een eenvoudige landingsbaan.
De ecologische situatie is ongunstig. Door het voormalige wolfraam-molybdeen-kombinat is de omgeving tamelijk vervuild met chemicaliën en zware metalen. De eerste stortplaats van afvalstoffen (gesloten in 1958) lag ongunstig, op een heuvel aan de rand van de stad. Tijdens regenbuien en harde wind verplaatsten de stoffen zich en infecteerden de stad met in water oplosbare metaalverbindingen. Het riviertje Modonkoel is een van de meest vervuilde in de Bajkalregio.

## Geschiedenis
Zakamensk ontstond in 1893 als vestiging van mijnwerkers, met de naam Gorodok (stadje). In 1933 volgde de officiële stichting met het begin van de bouw van opslag- en verwerkingslocaties voor wolfraam en molybdeen. In 1959 kreeg de plaats zijn huidige naam, naar een sinds de 18e eeuw al bekende Russische aanduiding voor het gebied (Закамень, achter de rotsen) d.w.z. aan de andere kant van de bergketen zuid van het Bajkalmeer.

### Bevolkingsontwikkeling
| jaar | inwoners |
| ---- | -------- |
| 1939 | 10.193   |
| 1959 | 13.751   |
| 1970 | 12.746   |
| 1979 | 13.227   |
| 1989 | 15.591   |
| 2002 | 12.709   |
| 2010 | 11.524   |
| 2017 | 11.249   |

## Economie
Bepalend voor het stadsbeeld is de afgraving van de ertsafzettingen aan de zuidoostkant van de stad en de raffinage van de ertsen in het Dzjida-Wolfraam-Molybdeen-Kombinat (Russisch: Джидинский вольфрамово-молибденовый комбинат), dat werd gesloten in 1998. Hiervanuit werden smelterijen in de Oeral beleverd. In het begin van de 21e eeuw is de winning door enkele andere bedrijven op wat kleinere schaal overgenomen, een ervan houdt zich ook bezig met de recycling van afvalstoffen. Daarnaast is er een producent van reserve-onderdelen voor de mijnbouw, een vleesverwerkingsbedrijf, een brouwerij en een bakkerij.

## Afbeeldingen

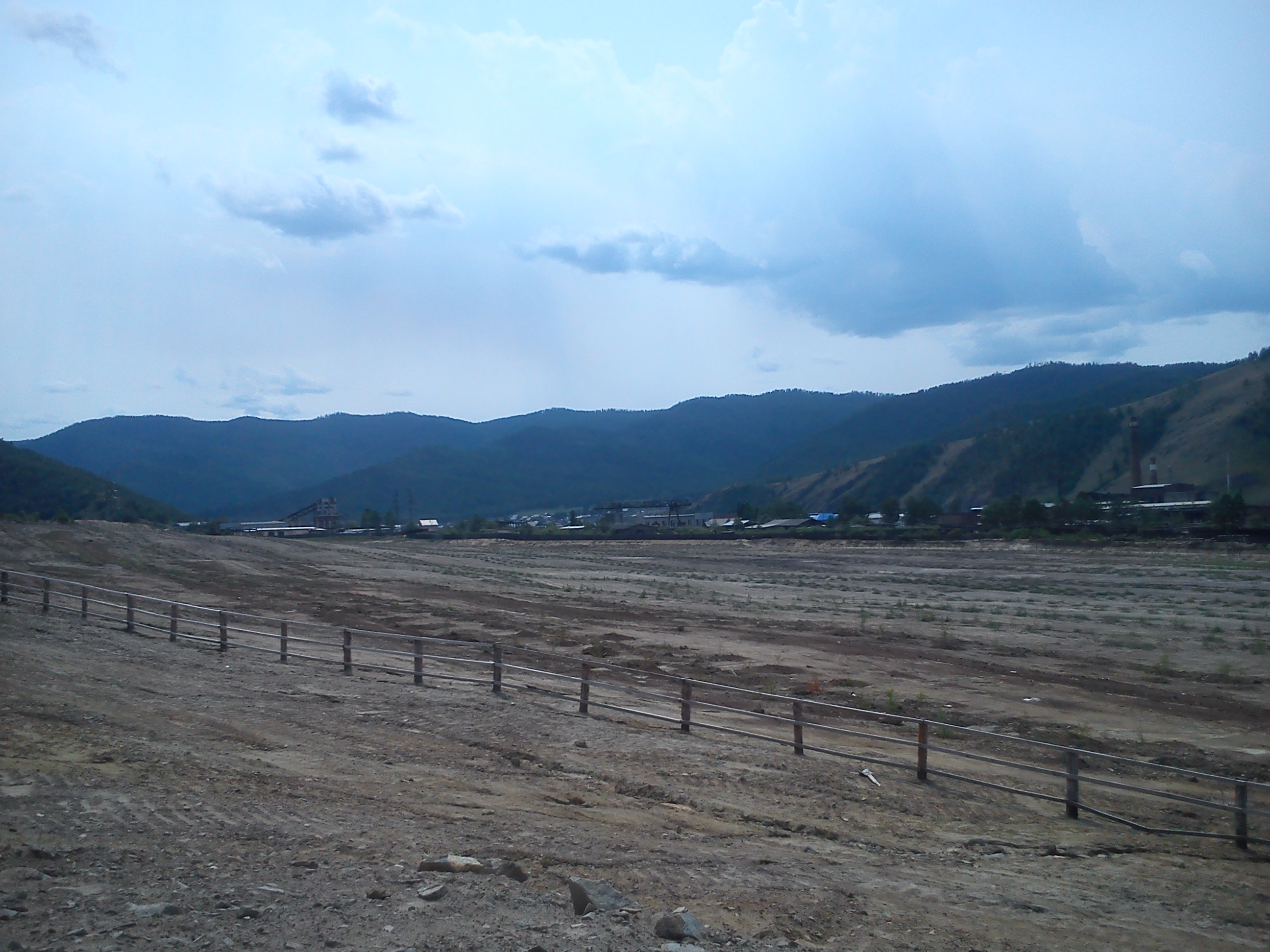
Geliquideerde afvalstortplaats

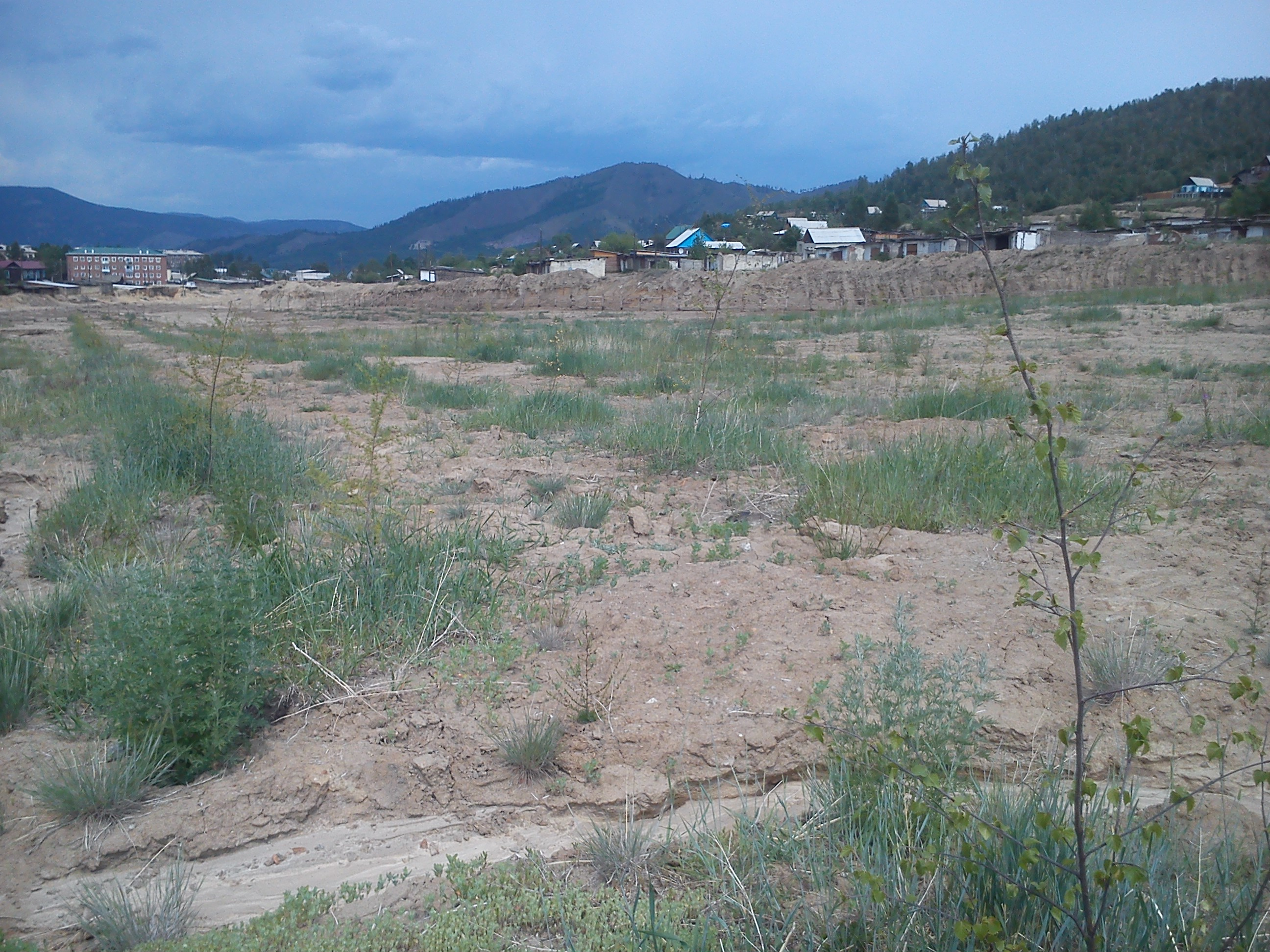
Herbegroeiing stortplaats

Bestuurlijk centrum: Oelan-Oede

Baboesjkin · Goesinoozjorsk · Kjachta · Severobajkalsk · Zakamensk